# Briery
Briery – wieś w Anglii, w Kumbrii. Leży 35 km na południe od miasta Carlisle i 397 km na północny zachód od Londynu.